# Бобровников, Андрей Андреевич
Андрей Андреевич Бобровников (1920—1995) — советский государственный и хозяйственный деятель.

## Биография
Родился в 1920 году в селе Товарково. Член ВКП(б).
Участник Великой Отечественной войны. С 1947 года — на общественной и хозяйственной работе.
В 1947—1990 гг. :
- начальник сектора, отдела финансирования народного хозяйства Калужской области,
- начальник бюджетного отдела — заместитель заведующего Пензенского областного финансового отдела,
- заместитель начальника Бюджетного управления Министерства финансов РСФСР,
- заведующий группой финансов, штатов и зарплаты в аппарате Совета Министров РСФСР,
- первый заместитель министра финансов РСФСР,
- первый заместитель министра финансов СССР,
- министр финансов РСФСР.

Избирался депутатом Верховного Совета РСФСР 9-го, 10-го, 11-го созывов.
Умер в 1995 году в Москве.

## Награды
- Орден Ленина
- Орден Октябрьской Революции
- Орден Отечественной войны II степени
- Два ордена Трудового Красного Знамени (27.02.1980)[1]
- Два ордена «Знак Почёта»
- Медаль «За боевые заслуги»
- Медали СССР

## Отзывы о деятельности
Последние годы трудовой деятельности Бобровникова пришлись на время перестройки — 1987–1990 годы. В тех очень непростых условиях Андрей
Андреевич делал все для организации четкой работы министерства. Большую часть всей реальной финансовой работы в стране выполняли почти 50 тысяч подчиненных министра — в тот период все финансовые органы на территории России имели подчинение Минфину РСФСР.

28 октября 1994 года ему было присвоено звание «Заслуженный экономист РФ», а 27 февраля 1995 года объявлена благодарность министра финансов РФ.